# Der Revisor
Der Revisor (Revisorn) är en tysk opera i fem akter med musik av Werner Egk. Libretto av tonsättaren efter Nikolaj Gogols komedi Revisorn (1836).

## Historia
Operan var en beställning från Sydtyska radion. Bortsett från några strykningar förhåller sig Egks libretto troget till Gogols pjäs i både form och innehåll. Några kortare scener är ihopdragna till ensembler. Operan hade premiär den 9 maj 1957 på Schlosstheater i Schwetzingen med Egk som dirigent.
Egks musik utnyttjar handlingens komik till fullo: till exempel så utförs Chlestakovs erotiska förehavanden med Anna och Marja av tre dansare, och mutscenen utförs som mim utan vare sig ord eller sång.

## Personer
- Chlestakov (Tenor)
- Osip, Chlestakovs tjänare (Bas)
- Borgmästaren (Basbaryton)
- Anna, hans hustru (Alt)
- Marja, deras dotter (Sopran)
- Mischka, borgmästarens tjänare (Tenor)
- Postmästaren (Tenor)
- Rektorn (Bas)
- Domaren (Bas)
- Bobchinskij (Tenor)
- Dobchinskij (Baryton)
- En ung änka (Sopran)
- Låssmedens hustru (Mezzosopran)
- En hovmäsare (stum roll)
- Två dansöser (Anna och Marja) och en dansör (Chlestakov) för drömbaletten i akt III

## Handling
I en liten landsortsby blir de korrupta tjänstemännen (borgmästaren, domaren, postmästaren och rektorn) förfärade över nyheten att en revisor från Sankt Petersburg är på väg för att utfärda en inspektion inkognito. En obetydlig tjänsteman, Chlestakov, iakttas på krogen av två godsägare, Bobchinskij och Dobchinskij. Hans konstiga uppträdande tas för ett knep och han blir bjuden på mat och dryck. Alla de korrupta tjänstemännen ser till att muta Chlestakov och han tas emot med ömhet av borgmästarens hustru Anna. Chlestakov och hans betjänt Osip drar nytta av situationen och Clestakov blir särskilt förtjust i borgmästarens dotter Marja. Efter att ha förkunnat deras förlovning försvinner han plötsligt. Postmästaren sprättar upp ett brev vilket avslöjar hans rätta identitet. När alla drar en lättnadens suck rusar borgmästarens betjänt in och förkunnar att den riktiga revisorn har anlänt.